# Patada de despeje

Diagrama de las formaciones tanto ofensivas (color azul)como defensivas (color rojo) en un intento de despeje o "punt".

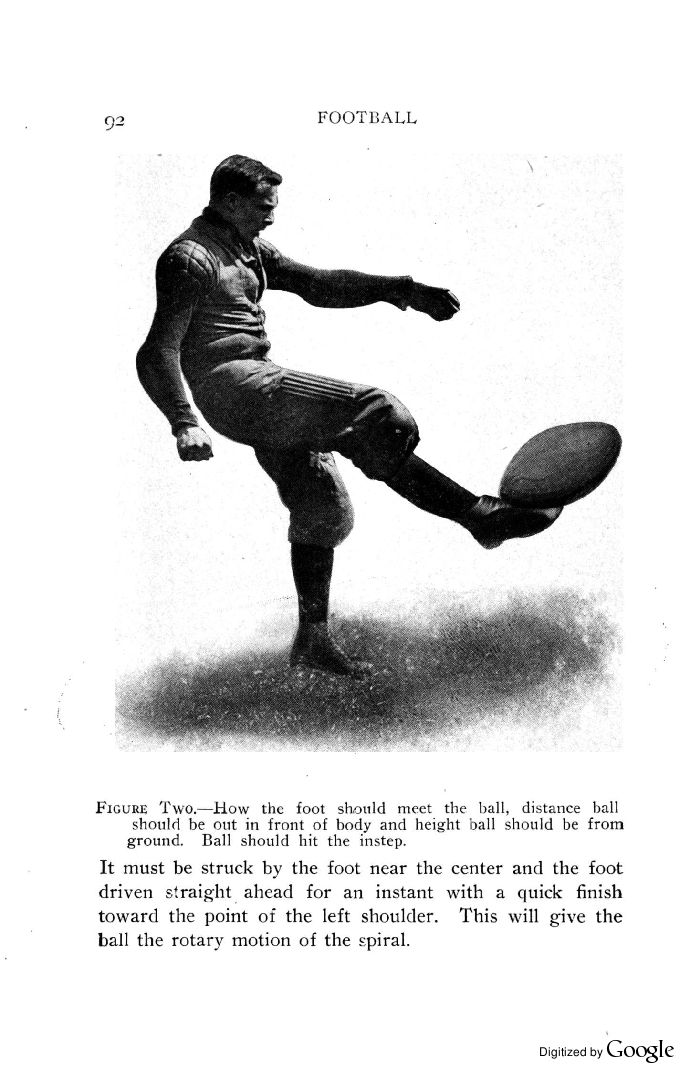
Foto de un viejo manual acerca del método correcto de golpeo en un punt.

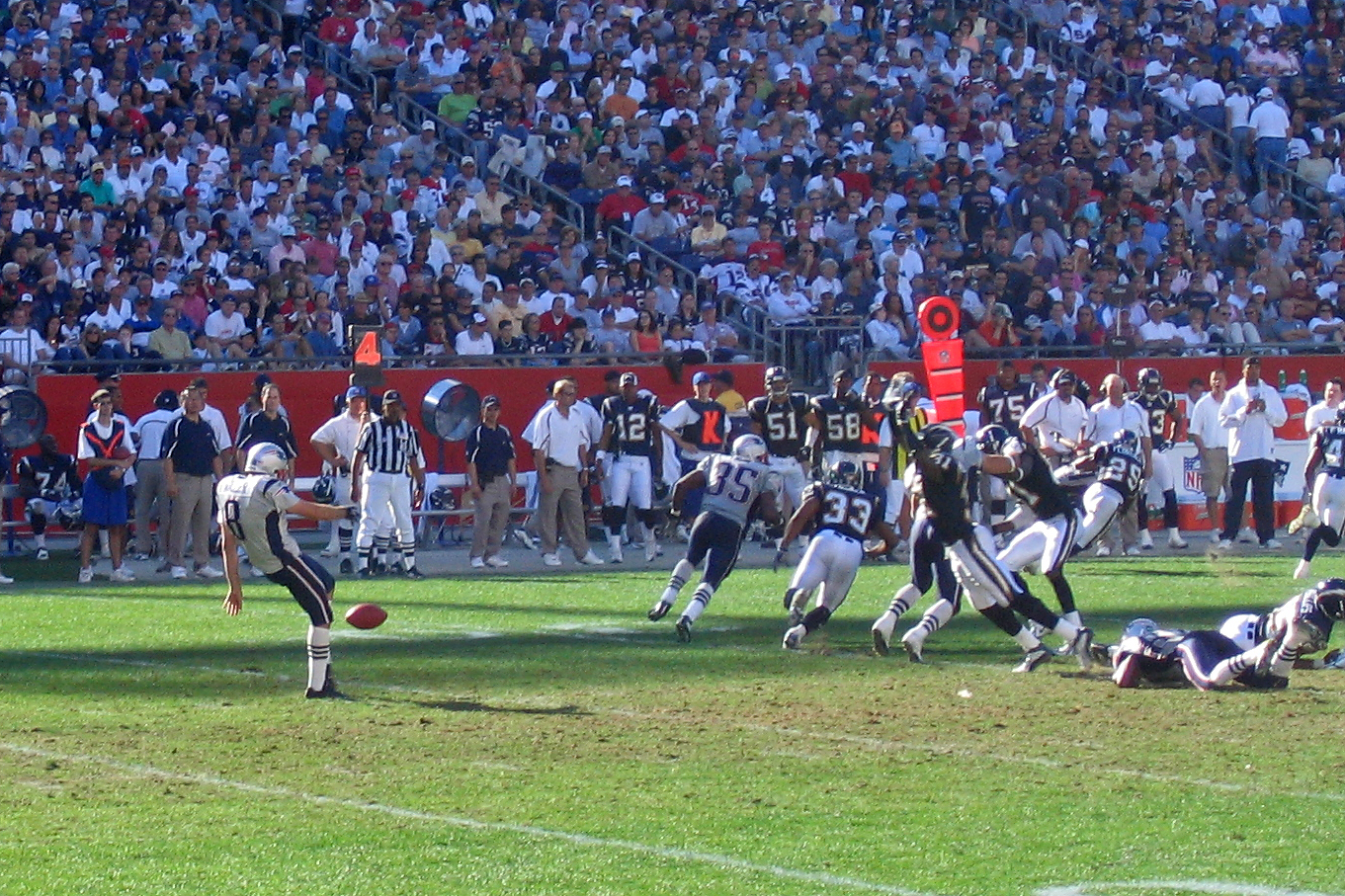
Foto en la cual los New England Patriots hacen un despeje en contra de los San Diego Chargers.

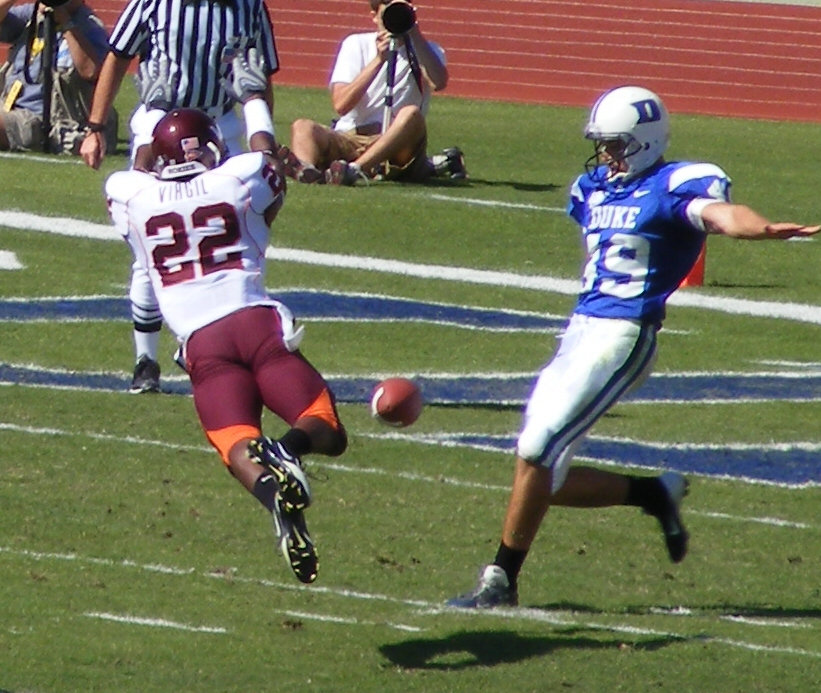
Un jugador de Virginia Tech logrando bloquear un punt en contra de Duke.

Una patada de despeje o punt (en inglés)  es una técnica utilizada en fútbol americano y el rugby. Es realizada cuando se patea el balón sin dejar que este toque el suelo. 
Un punt es una jugada de fútbol americano y fútbol canadiense en la cual el balón es pateado hacia el campo de juego del equipo contrario.
Si un equipo ofensivo está colocado en una posición demasiado alejada como para intentar un gol de campo y está en su último down (Cuarto down en el fútbol americano, tercer down en el fútbol canadiense) y también se está demasiado alejado de la marca de primer down con riesgo de perder la posesión del balón, puede escoger intentar "despejar" el balón en un intento de maximizar el cambio de posición dentro del campo de juego en vez de tener un cambio de balón.
En la formación de punt o "patada de despeje", normalmente el punter se ubica cerca de 15 yardas detrás de la línea de scrimmage, esto incluye el caso de tener que estar dentro de su propia zona de anotación y en este caso el punter o despejador debe acortar esa distancia de 15 yardas ya que no puede tocar la "línea final" de la misma ya que se puede marcar un safety a favor del equipo contrario. En el fútbol canadiense no hay necesidad de ubicarse más cerca ya que la zona de anotación es del doble de tamaño que la del fútbol americano. 
La técnica usual del punter es patear el balón en posición erguida después de que le fue lanzado el balón, usualmente por un long snapper en lugar de un center. El propósito de un punt es incrementar la distancia que deba avanzar el equipo contrario para anotar un touchdown o un field goal.